# Бугри Бера

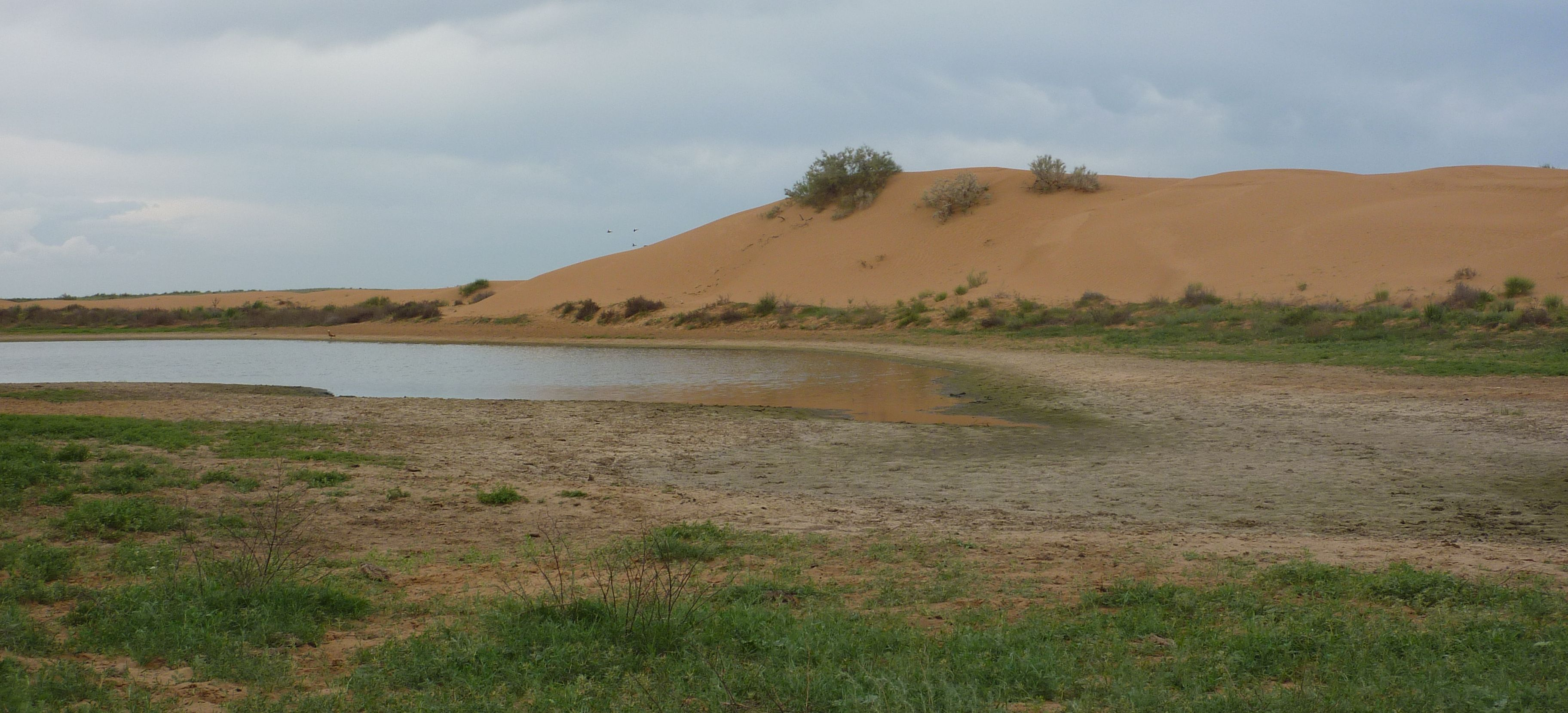
У Нарімановському районі

Бугри́ Бе́ра або Бе́рівські бугри́ — специфічні та притаманні лише Прикаспійській низовині геоморфологічні утворення. Вперше вони були описані 1856 року Карлом Бером, на честь якого пізніше і названі.
являють собою паралельні гряди широтного напрямку правильною видовженої форми довжиною від кількасот метрів до 7-8 км, при ширині 200–300 м. Висота бугрів коливається від 6-8 до 20-22 м, максимальні позначки — 45 м. Профіль бугрів асиметричний — південний схил пологіший, північний стрімкий. Міжбугрові зниження зайняті ільменями, специфічними солонуватими озерами. Бугри Бера складені з буро-жовтої глини з домішками піску та вапняку зі зруйнованих черепашок (види Cardium trigonoides, Dreissena polimorpha, Dreissena rostiformis та Paludina achatina). Іноді вони утворені лише піском, при чому щільність його велика.
Більша частина бугрів розташовані в межах Астраханської області, але поширені також і у східній частині Калмикії та західному Казахстані до річки Емба. Хоча і існує велика кількість дослідницьких робіт та описів, все ж немає єдиної точки зору щодо походження та утворення цих форм рельєфу.
Ґрунтоутворення на буграх Бера проходить специфічні процеси, притаманні лише ним та навколишнім територіям. В межах бугрових ландшафтів встановлюється особливий водно-сольовий баланс, який визначається численними кліматичними змінами та трансгресіями Каспійського моря. 1953 року С. А. Владиченський при описі бугрів вказав на акумуляцію солей безпосередньо навколо бугрів, тим самим назвав бугри Бера центрами акумуляції солей.
На сьогодні бугри Бера є одними з найбільш вразливих об'єктів в екосистемі дельти Волги, особливого впливу зазнають вони від діяльності людини. Спостерігається механічне знищення та руйнування бугрів, навколишні території розорюються або використовуються як сінокоси. Інтенсивний розвиток сільського господарства у дельті Волги в 1970-х роках та, як наслідок, меліорація викликали необхідність захисту від паводкових вод рукавів Волги та будівництва валів-огорож. Основними компонентами цих валів виступили саме бугри Бера. На сьогодні приблизно 80% усіх бугрів різною мірою зруйновані, при чому 40% знищені повністю. Бугри використовують також і як сировину для виробництва цегли, їхню глину використовують для будівництва доріг, для особистих підсобних господарств.
На сьогодні бугри Бера знаходяться під охороною, у зоні найбільшої концентрації створено Західний Ільменно-Бугровий район як водно-болотне угіддя, що охороняється Рамсарською конвенцією. Тут же 1995 року створено Ільменно-бугровий заказник з метою збереження та відновлення унікальних природних комплексів.